# 아시가수 시즌 3
《아시가수》 시즌 3는 2015년 중국에서 방송된 나는 가수다의 리메이크 프로그램이다.